# Wir können nicht anders
Wir können nicht anders ist eine deutsche Gangster-Komödie aus dem Jahr 2020. Regie führte Detlev Buck, der das Drehbuch gemeinsam mit Martin Behnke verfasste (und von dem auch der ältere bekannte Film Wir können auch anders ... stammt). In den Hauptrollen sind Kostja Ullmann, Alli Neumann und Sascha Alexander Geršak zu sehen. Der Film, in dem ein Liebespärchen einem Provinzgangster aus Brandenburg in die Quere kommt, ist seit dem 4. Dezember 2020 bei Netflix zu sehen und wurde ein Jahr später, am 6. Dezember 2021, vom ZDF ausgestrahlt.

## Handlung
Juniorprofessor Samuel aus Frankfurt lernt kurz vor Weihnachten in Berlin die junge Edda kennen. Die beiden verbringen eine Nacht in Samuels Campingmobil und fahren am nächsten Tag in die brandenburgische Provinz, um in Eddas Heimatort Friedberg ihren Vater zum Geburtstag zu überraschen. Auf dem Weg dorthin beobachten sie bei einer Pause im Wald zufällig Gangster Herrmann, der einen Nebenbuhler töten will, weil der in seine Frau Katja verliebt ist. Als Samuel die Hinrichtung verhindern will, wird er entdeckt und muss fliehen. Mit ihm flüchtet sich auch der Delinquent in Samuels Campingmobil. Allerdings hat Edda es verlassen, bleibt allein im Wald zurück und will sich zu Fuß bis nach Friedberg durchschlagen. Dabei gerät sie an Frank, einen alten Schulfreund, der inzwischen Polizist ist. Er versucht, sie zu vergewaltigen, woraufhin sie ihn in den Hals schießt. Samuel und Rudi werden derweil weiter gejagt und müssen sich verstecken. Sie flüchten sich in ein scheinbar leerstehendes Fabrikgelände. Doch hier hat sich der ehemalige Mitarbeiter Rainer als selbsternannter Sheriff und Hüter der Ordnung eingenistet. Er mag zwar keine Leute auf „seinem“ Gelände, aber er verrät die beiden auch nicht, als Herrmann, der sein Sohn ist, und dessen vier Begleiter eintreffen.
Samuel und Rudi ziehen weiter und streiten sich, weil Rudi unbedingt für seine Katja kämpfen will. Er könne nicht anders, denn ein Mann stehe für die ein, die er liebt, und wer liebt, könne nicht verlieren. Samuel kann das nicht verstehen, schließlich hätte Herrmann Rudi umgebracht, wenn er nicht eingeschritten wäre, und doch hat Rudi nichts besseres zu tun, als weiter die Konfrontation zu suchen. Sie trennen sich und jeder geht seiner Wege. Samuel hofft, Edda bei ihrem Vater anzutreffen, der in der Ortsgaststätte in großer Runde seinen Geburtstag feiert. Hier hat sich aber auch Herrmann mit seinen Jungs eingefunden. Als Samuel die Truppe sieht, ergreift er sofort die Flucht, wird aber schon bald entdeckt.
Allmählich ist es dunkel und Rudi schleicht sich ins Haus zu Katja. Dort hat Herrmann einen seiner Leute mit der Bewachung seiner Frau beauftragt. Rudi durchbohrt ihm die Schulter mit einem Degen durch den Sessel hindurch, in dem der Mann gerade sitzt. Katja ist zutiefst erschrocken und meint: „Wie soll ich das Herrmann erklären?“ Rudi meint nur, er könne nicht anders. Als Herrmann mit seinen Jungs und Samuel eintrifft, unternimmt er nichts, um seinem Kollegen zu helfen. Zu wütend ist er, dass seine Katja mit Rudi durchgebrannt ist. Als Katja dabei ist, Rudi zu überreden, ohne sie den Ort zu verlassen, werden sie von Herrmann eingeholt. Der ist noch immer entschlossen, Rudi umzubringen, weil Handlungen Konsequenzen hätten. Ehe es zum Ärgsten kommt, stört Edda, die Samuel bis hierher gefolgt ist, die Zusammenkunft. Als Samuel mit Edda gehen will, bedroht ihn Herrmann mit seiner Waffe, doch Samuel lässt sich nicht länger terrorisieren. Er fasst Edda bei der Hand und geht einfach. In seiner Wut erschießt Herrmann daraufhin Rudi und will damit das zu Ende bringen, was er angefangen hat, so wie er es seinen Jungs immer erklärt hat. Als Herrmanns Vater dazu stößt, schießt er auch ihn nieder. Niemand solle ihm mehr sagen, was er zu tun habe, auch sein Vater nicht. Nachdem er auch auf seine geliebte Katja geschossen und sie verletzt hat, erschießt er sich am Ende selbst.

„Die fünf Säulen des Lebens: Familie, Arbeit, Geld, Liebe und Gesundheit. Wenn eine Säule einstürzt, macht das nichts, weil ja noch vier da sind, aber wenn die zweite einstürzt, dann wackelts.“

## Produktion
Der Film wurde im November und Dezember 2019 unter dem Arbeitstitel „Hatz“ in Brandenburg gedreht. Drehorte waren Oderberg, Hohenfinow, Bralitz, Neuenhagen und Niederfinow. Das Budget betrug 2,6 Millionen Euro. Ursprünglich für das Kino gedreht, startete der Film aufgrund der COVID-19-Pandemie bei Netflix.

## Kritiken
Der Film bekam gemischte Kritiken. Josef Grübl von der Süddeutschen Zeitung hat „eine abstruse Story und endloses Herumgerenne“ gesehen und meint, Buck habe sich „eifrig durch die Filmgeschichte“ zitiert, seine eigene Handschrift sei „selbstverständlich auch erkennbar“, jedoch füge „sich das leider nicht zusammen: Für einen Thriller [fehle] die Spannung, für eine Komödie der Witz, für einen ostdeutschen Heimatfilm das Herz.“ André Pitz vom Musikexpress dagegen schreibt, der Film sei ein „hochpolitischer Weihnachtstrip aufs rechte Land“. Der Regisseur habe das ganze „elegant mit einigermaßen solider Unterhaltung verwoben“, allerdings würden „Anflüge einer kohärent erzählten Handlung genauso schnell wieder zerfasern, wie sie angeteasert werden.“
Lukas Christian von Quotenmeter.de meinte: Es wird „viel geredet und vor allem dramaturgischer Stillstand erzeugt. Mit anderen Worten: ‚Wir können nicht anders‘ ist in schlicht und ergreifend – zumindest während der ersten Hälfte seiner Spielzeit - langweilig. Erst mit Beginn der zweiten Hälfte kommt so etwas wie Ruhe in die Inszenierung, die dann im letzten Akt sogar einen krachenden Showdown liefert. Dieser findet inszenatorisch seine Vorbilder im Western (und den Filmen der Gebrüder Coen) und lässt die Frage im Raume stehen, warum er erst am Ende zu dieser inszenatorischen Reife findet, in der das Drama und der Thriller zu einer organischen Einheit zusammenfinden?“
Kino-zeit.de wertete: „Da fährt man einmal raus aus der Stadt, und schon wird man Zeuge einer versuchten Hinrichtung. So hatte sich Sam (Kostja Ullmann) das Wochenende nicht vorgestellt.“ „Idylle sucht man […] — trotz Vorweihnachtszeit — jedoch vergebens.“ Dagegen findet man eine „lebensgefährliche Frustration der dortigen Bevölkerung.“ „Was zunächst wie die deutsche Version von Beim Sterben ist jeder der erste oder Wer Gewalt sät wirkt, ist jedoch ein eigenständiges und gelungenes Werk, das deutsche Befindlichkeiten widerspiegelt, ohne zum Lehrstück zu werden.“ „Dabei konzentriert sich Detlev Buck nicht lediglich auf das Bild toxischer und beleidigter Männlichkeit, sondern zeigt daran den ganzen Frust der Abgehängten. Den Figuren in seinem Film bleibt nichts anderes übrig, als sich eigene Regeln zu schaffen, zur Selbstjustiz zu greifen, wenn sonst keiner für Gerechtigkeit sorgt.“
Maximilian Haase von prisma.de urteilte: „Es ist eine tragikomische Geschichte, in der sich letztlich alles um Eifersucht, Rache, Liebe und die verletzte Ehre verunsicherter Typen dreht“ Wir erleben eine „actionreiche, bisweilen groteske und überaus blutige Provinzposse. Es beginnt eine skurrile Jagd, die in deutsche Wälder und dörfliche Kneipen führt, in verlassene Fabrikhallen und in festlich geschmückte Kleinbürgerhäuser.“ „Zustände, die man filmisch nicht schöner hätte zuspitzen können. Das Selbstmitleid der verlassenen, gewalttätigen Provinz-Herren in eine weihnachtliche Actionkomödie zu verpacken – das kann wohl nur ein Detlev Buck.“
Wessels-Filmkritik.com schrieb: „Die hier porträtierte Dorfgesellschaft wirkt durch und durch authentisch, was einerseits an dem starken Spiel sämtlicher Darsteller, auf der anderen Seite aber eben auch daran liegt, wie genau Buck ebenjene denn inszeniert und in was für Szenarien der hier auch für das Drehbuch mitverantwortliche Filmemacher diese stürzt. Trotzdem schmeckt das Endergebnis fad, denn als reine Zur-Schau-Stellung provinzieller Spleens ist ‚Wir können nicht anders‘ leider nur bedingt lustig.“ „Als trockenhumoriger Provinzthriller bleibt [der Film] weit hinter seinen Möglichkeiten zurück. Sowohl im Anbetracht des Genres als auch Bucks bisheriger Arbeiten, der ähnlichen Stoff bereits deutlich effektiver inszeniert hat.“